# Đỗ Độ
Đỗ Độ (tiếng Mãn: ᡩᡠᡩᡠ, chuyển tả: Dudu, chữ Hán: 杜度, 1597 – 3 tháng 7 năm 1642), Ái Tân Giác La, là một Tông thất, Nghị chính Bối lặc có sức ảnh hưởng thời kỳ đầu nhà Thanh trong lịch sử Trung Quốc.

## Cuộc đời
Đỗ Độ sinh vào giờ Thân, ngày 17 tháng 9 (âm lịch) năm Minh Vạn Lịch thứ 25 (1597), trong gia tộc Ái Tân Giác La. Ông là con trai cả của Quảng Lược Bối lặc Chử Anh, và là đích trưởng tôn của Nỗ Nhĩ Cáp Xích. Mẹ ông là Đích Phu nhân Quách Lạc La thị. Vì vậy ông là người cháu nội lớn nhất về cả bối phận và tuổi tác của Nỗ Nhĩ Cáp Xích, thậm chí ông còn lớn hơn ba anh em A Tế Cách, Đa Nhĩ Cổn và Đa Đạc.
Từ sớm, ông được sơ phong Thai cát.
Năm Thiên Mệnh thứ 9 (1624), Thai cát của Khách Nhĩ Khách Ba Ước Đặc bộ là Ân Cách Đức Nhĩ xin nội phụ Đại Kim, Đỗ Độ theo Bối lặc Đại Thiện nghênh tiếp Ân Cách Đức Nhĩ đến quy phụ, sau đó được phong làm Bối lặc.

### Những năm Thiên Thông
Năm Thiên Thông nguyên niên (1627), ông theo Bối lặc A Mẫn, Nhạc Thác, Tế Nhĩ Cáp Lãng chinh phạt Triều Tiên, Triều Tiên Nhân Tổ Lý Tông cầu hòa, các Bối lặc đồng ý đàm phán. A Mẫn muốn tiếp tục tấn công và vương kinh nhưng Nhạc Thác và Tế Nhĩ Cáp Lãng không đồng ý. A Mẫn muốn cùng Đỗ Độ đóng quân đồn trú ở Triều Tiên, Đỗ Độ cũng không đồng ý. Sau đó, các Bối lặc bắt được Lý Giác – em trai của Lý Tông, buộc Lý Tông đầu hàng, đồng ý cống nạp. Hậu Kim kết minh với Triều Tiên mà không thông báo cho A Mẫn. Sau khi A Mẫn biết tin, lấy cớ mình không tham gia vào việc kết minh mà dung túng cho thuộc hạ tùy ý cướp bóc. Cuối cùng lấy việc các Bối lặc nhượng bộ, để Lý Giác kết minh với A Tế Cách mà kết thúc chiến sự, thu quân về triều.
Năm thứ 3 (1629), tháng 11, ông theo Hoàng Thái Cực tấn công nhà Minh, đánh đến kinh sư Bắc Kinh và đánh bại quân tiếp viện của nhà Minh. Ông lại theo Bối lặc A Ba Thái tấn công Thông Châu, thiêu hủy chiến thuyền của hải quân nhà Minh, lại đưa quân đến Trương Gia Loan. Tháng 12, quân đội đang trên đường về kinh sư, lúc đến Kế Châu thì gặp phải 5 ngàn quân tiếp viện của nhà Minh từ Sơn Hải quan. Ông và Đại Thiện đích thân xông vào trận địa, bị thương, đóng quân ở Tuân Hóa.
Năm thứ 4 (1630), tháng giêng, quân Minh phản công nhưng bị Đỗ Độ đánh bại, Phó tướng cũng bị chém, vô số lạc đà và ngựa bị quân Hậu Kim chiếm được. Quân đội nhà Minh vẫn chiến đấu hết mình, bị tiêu diệt toàn bộ.
Năm thứ 7 (1633), tháng 5, tướng quân nhà Minh là Khổng Hữu Đức, Cảnh Trọng Minh đầu nhập Hậu Kim, ông theo Bối lặc Tế Nhĩ Cáp Lãng và A Tế Cách đến Trấn Giang nghênh đón họ đầu hàng.
Tháng 6, Hoàng Thái Cực trưng cầu ý kiến của các đại thần về việc đánh Minh triều, Triều Tiên, Sát Cáp Nhĩ, nên đánh địa phương nào trước. Ông tấu rằng:
| “ | 朝鲜在掌握, 可缓; 察哈尔逼则征之; 若尚远, 宜取大同边地, 秣马乘机深入. . Triêu Tiên tại chưởng ác, khả hoãn; Sát Cáp Nhĩ bức tắc chinh chi; nhược thượng viễn, nghi thủ Đại Đồng biên địa, mạt mã thừa cơ thâm nhập | ” |

Năm thứ 8 (1634), ông suất quân tấn công Hải Châu.

### Những năm Sùng Đức
Năm Sùng Đức nguyên niên (1636), Đỗ Độ được phong làm An Bình Bối lặc (安平贝勒). Tướng quân trú thủ ở cửa sông Hải Châu là Y Lặc Thận báo cho quân Thanh biết tin quân Minh tạo hơn 100 chiến hạm lớn ý đồ chặn đứng Liêu Hà, Hoàng Thái Cực lệnh cho Đỗ Độ lãnh binh đánh bại quân Minh sau đó hội kinh.
Vào mùa đông cùng năm, Hoàng Thái Cực thân chinh tấn công Triều Tiên, Đỗ Độ chịu trách nhiệm bảo vệ quân nhu ở sau. Quân Hậu Kim lần lượt chiếm được đảo Bì (皮岛, Ka Island), Vân Tòng, Đại Hoa và Thiết Sơn.
Năm thứ 2 (1637), tháng 2, quân Hậu Kim đánh đến sông Imjin. Băng trên mặt hồ vừa tan hôm trước, nhưng đến chạng vạng lại vì tuyết rơi nhiều mà kết băng, quân Thanh dễ dàng qua sông. Hoàng Thái Cực cho răng đây chính là ý trời. Đỗ Độ cùng với Duệ Thân vương Đa Nhĩ Cổn thủ ở đảo Giang Hoa, đánh bại thủy quân của Triều Tiên, sau đó đánh hạ nơi này.
Năm thứ 3 (1638), Đa Nhĩ Cổn thống suất quân cánh trái, Nhạc Thác thống suất quân cánh phải, thảo phạt Minh triều; Đỗ Độ là phó tướng của Nhạc Thác. Đại quân đến thành phía đông của Mật Vân, quân Minh đón đánh, bị quân Thanh đánh bại hoàn toàn. Đại quân tiếp tục tấn công Tử Lĩnh Bảo, chia quân phá Hắc Dục, Cổ Bắc Khẩu, Mã Lan Dục. Nhạc Thác mất trong quân, Đỗ Độ thay quyền chỉ huy. Ông hội quân với Đa Nhĩ Cổn ở Thông Châu, đại quân vượt qua Bắc Kinh đến Trác Châu, phía tây đến Sơn Tây, phía nam đến Tế Nam, tổng cộng hạ được 20 thành, chiêu hàng 2 thành. Quân Thanh chiến thắng liên tiếp, giết hơn 100 Tổng binh và quan viên, bắt giữ hơn 20 vạn người.
Năm thứ 4 (1639), tháng 4, đại quân về đến kinh sư, ông được ban thưởng một con lạc đà, hai con ngựa, 5000 lượng bạc và nhậm mệnh chưởng quản Lễ bộ. Sau ông lại theo quân tấn công Cẩm Châu, Ninh Viễn.
Năm thứ 5 (1640), ông thay mặt Tế Nhĩ Cáp Lãng đóng đồn ở Nghĩa Châu, gặp phải quân Minh ở Cẩm Châu nhưng bị ông đánh bại hoàn toàn. Sau đó ông lần lượt hạ 9 đài của Cẩm Châu, 2 đài của Tiểu Lăng Hà. Liêu Đông Tổng đốc Hồng Thừa Trù suất 4 vạn quân hạ trại ở bên ngoài Hạnh Sơn thành, bị Đỗ Độ và Hào Cách cùng nhau đánh bại. Ông lại đem quân tiêu diệt 300 quân vận lương của nhà Minh. Sau đó, ông đưa quân đến Cẩm Châu dụ quân Minh nghênh chiến rồi đánh bại toàn bộ, chiếm được chiến thuyền ở cửa khẩu Đại Lăng Hà, truy sát quân Minh xâm phạm Nghĩa Châu. Mùa đông cùng năm, ông lại tiếp tục vây khốn Cẩm Châu.
Năm thứ 6 (1641), tấn công Quảng Ninh, đánh bại viện binh của nhà Minh ở Tùng Sơn và Cẩm Châu. Sau đó, vì ông theo Đa Nhĩ Cổn rời khỏi quân doanh ở Cẩm Châu hơn ba mươi dặm, lại tự ý cho phép binh lính về nhà, bị nghị tội đoạt tước. Nhưng Hoàng Thái Cực khoan dung, chỉ phạt hai ngàn lượng bạc. Mùa thu cùng năm, ông theo Hoàng Thái Cực thảo phạt Minh triều, lưu lại tiếp tục đánh hạ Cẩm Châu.
Năm thứ 7 (1642), giờ Tị ngày 7 tháng 6 (âm lịch), Đỗ Độ qua đời, thọ 46 tuổi.
Năm Ung Chính thứ 2 (1724), Ung Chính Đế lập bia, ghi chép công lao cho ông.

## Gia quyến
- Đích Phu nhân: Nạp Lạt thị, con gái của Ô Lạp Bối lặc Bố Chiếm Thái.
- Con trai:

1. Đỗ Nhĩ Hỗ (杜爾祜; 24 tháng 10 năm 1615 – 1 tháng 5 năm 1655), mẹ là Nạp Lạt thị. Sơ phong Phụ quốc công. Năm 1642, tháng 6 thăng Trấn quốc công, tháng 10 bị cách tước, truất Tông thất. Năm 1645 khôi phục Tông thất, phục phong Phụ quốc công. Năm 1651 thăng Bối lặc, nhậm Nghị chính. Sau khi qua đời được truy thụy "Khác Hậu Bối lặc" (愨厚貝勒). Đích thê là Qua Nhĩ Giai thị, con gái của Phí Anh Đông. Có tám con trai.
2. Mục Nhĩ Hỗ (穆爾祜; 1617 – 1654), mẹ là Nạp Lạt thị. Năm 1635 nhờ quân công được phong Phụ quốc công. Năm 1642 bị cách tước, truất Tông thất. Năm 1645 khôi phục Tông thất, phong Tam đẳng Trấn quốc Tướng quân, 1 năm sau tiến Nhất đẳng. Năm 1647 thăng Phụ quốc công. Năm 1649 nhờ quân công được thăng Bối tử. Năm 1654 bị luận tội cách tước. Có hai con trai.
3. Đặc Nhĩ Hỗ (特爾怙; 1620 – 1658), mẹ là Nạp Lạt thị. Năm 1639, phong Phụ quốc công. Năm 1642 bị luận tội cách tước, truất Tông thất. Năm 1645 khôi phục Tông thất, phong Phụ quốc công, cùng năm thăng Bối tử. Sau khi qua đời được truy thụy "Khác Hi Bối tử" (恪僖貝子). Có năm con trai.
4. Đặc Tấn (特遴; 1621 – 1638), mẹ là Nạp Lạt thị. Mất sớm, vô tự.
5. Đặc Nhĩ Nhân (特爾親; 1622 – 1624), mẹ là Nạp Lạt thị. Chết yểu.
6. Đỗ Nỗ Văn (杜努文; 1626 – 1648), mẹ là Nạp Lạt thị. Năm 1645 được phong Phụ quốc công. Sau khi qua đời được truy thụy "Hoài Mẫn". Năm 1698 được truy phong "Hoài Mẫn Bối tử" (懷愍貝子). Có một con trai duy nhất là Tô Nỗ vì phạm tội mà truất Tông thất, sau con cháu được ban "Hồng đái tử", phụ nhập vào cuối Ngọc điệp.
7. Tát Bật (薩弼; 1628 – 1655), mẹ là Nạp Lạt thị. Năm 1642 bị truất Tông thất. Năm 1645 khôi phục Tông thất, phong Phụ quốc công. Năm 1649 tấn Bối tử. Sau khi qua đời được truy thụy "Hoài Mẫn Bối tử" (懷愍貝子).